# Marc Etchebers
Marc Etchebers (Saint-Jean-Pied-de-Port, Baixa Navarra, 1947) és un farmacèutic i pilot de ral·li francès resident al País Basc. Va competir gran part de la seva carrera a Espanya, participant entre 1969 i 1994 en el Campionat d'Espanya de Ral·lis, on aconseguiria 30 victòries i 58 podis.
Malgrat no aconseguir guanyar mai el Campionat d'Espanya, és un dels pilots amb major nombre de victòries i podis. Va ser-ne subcampió l'any 1975, tan sols superat aquella temporada per Antoni Zanini. Per altra banda, va finalitzar tercer els anys 1974 i 1979, així com quart els anys 1976, 1977, 1978, 1982 i 1983.
Entre les seves victòries destaquen vuit ocasions al Ral·li Basc Navarrès, cinc al Ral·li d'Ourense, cinc al Ral·li Costa del Sol, quatre al Ral·li de Ferrol, tres al Ral·li Rías Baixas i tres al Ral·li Botafumeiro. L'any 1974 va guanyar el Ral·li de Catalunya.
L'any 1975 va debutar en una prova del Campionat Mundial de Ral·lis al disputar el Ral·li de Portugal amb un BMW 2002 Tii.
Va ser un pilot habitual de la marca Porsche amb vehicles preparats pel preparador francès VARA, tenint com a copilot més habitual la seva esposa Marie-Christine Etchebers-Rives.